# Carcinarctia xanthica
Carcinarctia xanthica är en fjärilsart som beskrevs av James John Joicey och Talbot 1924. Carcinarctia xanthica ingår i släktet Carcinarctia och familjen björnspinnare. Inga underarter finns listade i Catalogue of Life.